# 葛口矿冶遗址
葛口矿冶遗址，位于山东省乳山市冯家镇。是入中华人民共和国山东省省级文物保护单位之一。
2013年，列入第四批山东省文物保护单位，该文物保护单位是一座古遗址。